# بروتين مرتبط بعديد الأدينين

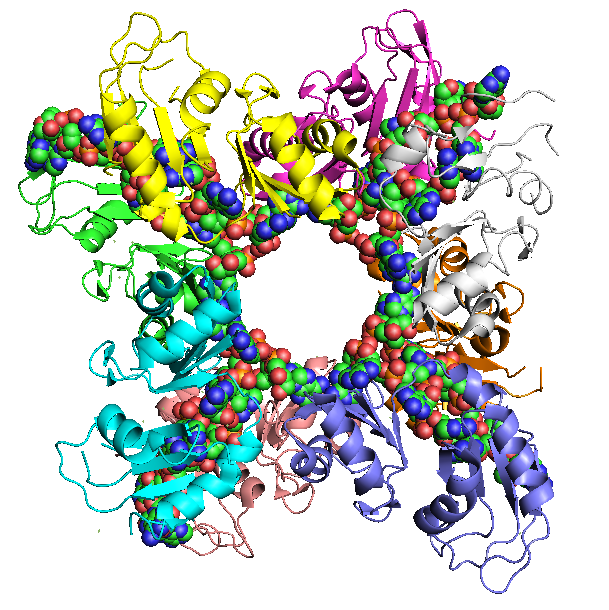
بروتين مرتبط بذيل عديد الأدينين الرنوي (PABP)، (ببب 1CVJ).

بروتين مرتبط بذيل عديد الأدينين Poly(A)-binding protein ‏ (PABP) هو بروتين مرتبط بالرنا يقوم بالارتباط بذيل عديد الأدينين الخاص بالرنا الرسول. يتواجد ذيل عديد الأدينين في النهاية 3' للرنا الرسول وطوله حوالي 200-250 نوكليوتيد. يساعد هذا البروتين إنزيم بوليميراز عديد الأدينين على إضافة ذيل عديد الأدينين للرنا قبل الرسول قبل عملية الترجمة. يرتبط النظير النووي انتقائيا مع حوالي 50 نوكليوتيد ويحفز نشاط بوليميراز عديد الأدينين بزيادة ألفته اتجاه الرنا. يتواجد البروتين المرتبط بعديد الأدينين كذلك أثناء مراحلٍ من تفكيك الرنا الرسول منها: التفكيك المتوسط بلا معنى والانتقال النووي الهيولي. يمكن أن يحمي البروتين المرتبط بعديد الأدينين الذيلَ من التفكيك ويعمل على تنظيم إنتاج الرنا. من دون هذين البروتينين جنبا إلى جنب، لن يُضاف ذيل عديد الأدينين ويتعرض الرنا للتفكيك بسرعة.